# 埼玉県大学サッカーリーグ
埼玉県大学サッカーリーグ（さいたまけんだいがくサッカーリーグ）とは、埼玉県所在の大学サッカー部により行われてきたリーグである。

## 概要
埼玉県サッカー協会の第1種学生委員会登録の大学サッカー部により結成された「埼玉県大学サッカー連盟」が実施するリーグ戦で、2021年度は11チームによる1回戦総当たりを前後期で行い、最上位のチームが関東大学サッカーリーグへの参入戦である関東大学サッカー大会に出場となった。2020年度までは2部制となっており、2部は「エキサイトリーグ」と称していた。
2006年度は以下の方式で実施されていた。
秋季
- 全日本大学サッカー選手権大会への関東代表選出権を持つ関東大学サッカーリーグへの参入戦（関東大学サッカー大会）出場に繋がる埼玉県大学サッカーリーグ戦。
1部2部構成となっていて、リーグ戦終了後には1部下位2校と2部上位2校間で自動入れ替えを実施する。

春季
- 1部2部全チーム参加による総理大臣杯全日本大学サッカートーナメント（以下、総理大臣杯）への出場に繋がる関東大学サッカー選手権大会の都県予選に出場する県リーグ代表決を定戦する埼玉県大学サッカー選手権大会（以下、総理大臣杯埼玉県大会）
4ブロックによる1次予選リーグ、2ブロックによる2次予選リーグ、決勝トーナメントで実施。
- 天皇杯サッカー埼玉県予選への県大学代表決定戦（以下、天皇杯県大学戦）
総理大臣杯埼玉県大会での2次予選進出校は、天皇杯県大学戦2次予選にシード出場。そのうち総理大臣杯県大会でのベスト4は第1シードとなる。
総理大臣杯埼玉県大会での1次予選敗退校は1次予選（ブロック戦）を行い、それぞれ1位校が2次予選に進出。

2022年度よりリーグ戦は北関東大学サッカーリーグと統合して「関東大学サッカーリーグ Norte」として開催されている。

## 所属校構成
※2021年度時点
- 東京国際大学体育会サッカー部（関東大学2部所属）
- 尚美学園大学サッカー部
- 平成国際大学サッカー部
- 城西大学体育会サッカー部
- 埼玉工業大学サッカー部
- 獨協大学體育會サッカー部
- 文教大学体育会サッカー部
- 埼玉大学体育会サッカー部
- 共栄大学サッカー部
- 芝浦工業大学サッカー部
- 駿河台大学サッカー部
- 東洋大学川越体育会サッカー部（関東大学リーグ所属の1部体育会より創部・参戦が古い）
- 埼玉県立大学サッカー部
- 東京電機大学理工学部蹴球部
- 日本工業大学体育会サッカー部